# Stockdale (Texas)
Stockdale is een plaats (city) in de Amerikaanse staat Texas, en valt bestuurlijk gezien onder Wilson County.

## Demografie
Bij de volkstelling in 2000 werd het aantal inwoners vastgesteld op 1398.
In 2006 is het aantal inwoners door het United States Census Bureau geschat op 1629, een stijging van 231 (16,5%).

## Geografie
Volgens het United States Census Bureau beslaat de plaats een oppervlakte van
4,2 km², geheel bestaande uit land. Stockdale ligt op ongeveer 128 m boven zeeniveau.

## Plaatsen in de nabije omgeving
De onderstaande figuur toont nabijgelegen plaatsen in een straal van 32 km rond Stockdale.